# Pevnost St. Elmo
Pevnost St. Elmo (maltsky Il-Forti Sant Iermu) je bastionová pevnost ve Vallettě na poloostrově Sciberras, která byla poprvé vybudována v roce 1551, aby chránila vjezd do tzv. Velkého přístavu na Maltě. Pojmenována je po sv. Erasmu z Formie, biskupu mučedníku, který je mimo jiné patronem námořníků. Známá je především pro svou roli za velkého obležení Malty v roce 1565.

## Historie
Pevnost byla narychlo vybudována v roce 1551 v reakci na muslimské nájezdy. Práce byly kvůli uspěchanosti a nedostatku prostředků nekvalitní a původní projekt byl budovateli značně pozměněn, a to nikoliv k lepšímu. Nadměrná výška hradeb a vyvýšeniny v okolí ji činily příliš zranitelnou vůči palbě z děl. Řád se ji už pod bezprostřední hrozbou osmanské invaze pokoušel posílit, ale pro nedostatek času a prostředků stihl pouze přidat ravelin a několik drobných vylepšení.

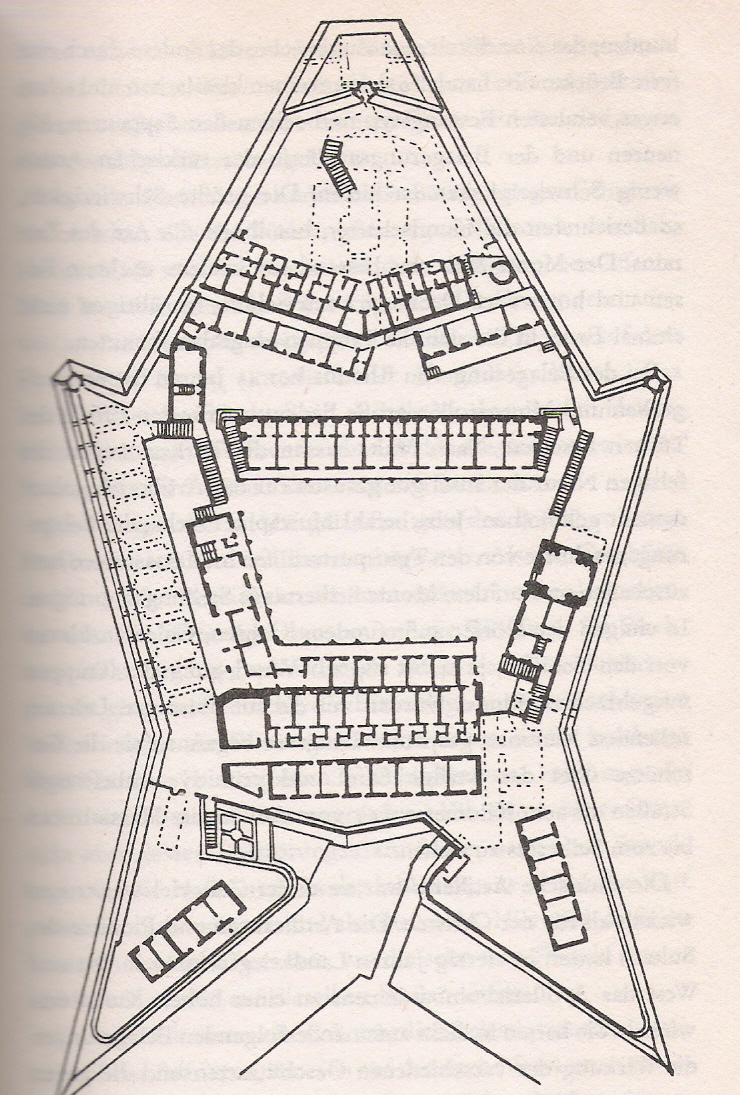
Půdorys původní pevnosti - ještě bez ravelinu, přidaného krátce před obléháním, ale již s kavalírem, který byl přistavěn v roce 1554.

Za velkého obležení Malty přes své zjevné nedostatky, které jí měly předurčovat k brzkému pádu (osmanští velitelé jí dávali nejvýše pět dní a mnoho křesťanských velitelů nebylo o mnoho optimističtějších), pevnost nakonec vydržela mnohem déle, než se od ní čekalo – padla teprve 23. června, tj. po 29 dnech obléhání. Získala tak obráncům mnohem více času, než se čekalo, poskytla krmivo pro rozbroje mezi osmanskými veliteli a Turci při ní ztratili něco okolo šesti tisíc mužů.
Po porážce Turků řád postavil pevnost znovu, větší a silnější, a učinil ji součástí opevnění nově založeného hlavního města Valletty. Pevnosti se od té doby dostalo vícero přestaveb jak za panování řádu, tak za následné vlády Britů, takže její současná podoba se od původní výrazně liší.